# 荷牛人
荷牛人（μοσχοφόρος）是一尊古希腊雕塑。這座雕塑1864年发掘于雅典卫城，如今收藏在雅典的卫城博物馆。从外观风格來看，這一雕塑应该是公元前6世纪初期的作品。

### 保存状况
荷牛人的保存状况很差，部分已经缺失。它两边膝盖以下的腿部都不见了，两只手也都遗失了，生殖器和左大腿也已经从整个雕像中脱落。它眼睛中的镶嵌物不见了，下巴部分也是缺失的。但是，他背着的小牛的保存情况却非常好。除了上述这些部分，雕塑的其余部分保存情况良好。

### 历史
该雕像于1864年在波斯废墟被发现。 1887年，它的底座也被发现。雕像由石灰石制成，其底座连接在雕塑的右脚上。
雕像基座上的铭文表示这座雕像是由一个名叫 Rhombos 的人献上的（也可能是Kombos或Bombos，名字的开头部分缺失）。按照惯例，献礼往往是献给女神雅典娜的，但因为雕像背的是公牛犊，则更有可能是献给宙斯或厄瑞克透斯等男性神祇。这说明发起人是一位非常有钱的人，可能是阿提卡的某位身份显赫的公民。他的肩上有一头牛犊，代表着他即将献给神明的祭品。

### 形式
荷牛人和那个时期的其他青年雕像一样，都是左脚稍微向前站立的姿势。他留着浓密的胡须，这代表着他是一个成年人。他穿着一件薄斗篷，但雕像整体是裸体的，这是当时的艺术惯例。值得注意的是，这件斗篷刻画的非常精美，这表明它是一个受人尊敬的公民。
这个古风时期的雕像精彩地描绘了动物和人的结合形态。小牛的小腿被男子牢牢抓住，形成了一个大胆的X形构图。小牛和荷牛人之间的这种互动体现了了两者之间紧密的联系。雕像面带微笑，这一特征被称为古老的微笑。这种微笑始于公元前6世纪，是常见于希腊地区雕像上的一种艺术加工。
有一种雕塑术语专门用于描绘荷牛人这样将祭品背在肩上的雕像，名叫Kriophoros，不过Kriophoros以类似方式肩负羊的男子雕像更为常见。

### 风格
荷牛人卷曲的头发环绕着他的额头。他头顶的头发用一条窄丝带记起来，头的两边有三股辫子垂在他的胸前。他留有浓密的胡须。他的眼睛很大，应该由有色宝石制成。虽然现在的眼眶处已经没有了宝石，但这种设计曾让它的眼部栩栩如生。他的嘴巴经过精心雕刻和勾勒，剃光的上唇和下唇形成弧形的微笑。从它的形式和风格来看，这个雕像应该制作于公元前6世纪初。